# Pavel Škuta
Pavel Škuta (* 1947) je bývalý československý basketbalista, účastník Mistrovství Evropy juniorů 1966.
V československé basketbalové lize hrál 15 sezón v letech 1964-1980 za družstva NHKG Ostrava, Baník Ostrava a Dukla Olomouc, s nímž získal v roce 1975 titul mistra Československa. V ligové soutěži dále má třetí místo 1971 s NHKG Ostrava. V historické střelecké tabulce basketbalové ligy Československa (od sezóny 1962/63 do 1992/93) je na 30. místě s počtem 4687 bodů. 
Za reprezentační družstvo Československa juniorů hrál na Mistrovství Evropy juniorů juniorů 1966 v Porto San Giorgio, Itálie (4. místo).

## Hráčská kariéra

### Kluby
- 1964-1971 NHKG Ostrava - 3. místo (1971), 5. místo (1970), 2x 6. místo (1966, 1969), 2x 7. místo (1967, 1968), 9. místo (1965)
- 1971-1973 Baník Ostrava - 7. místo (1972), 10. místo (1973)
- 1964-1975 Dukla Olomouc - mistr Československa (1975)
- 1971-1973 Baník Ostrava - 4. místo (1977), 2x 6. místo (1978, 1980), 8. místo (1976), 9. místo (1979)
- V československé basketbalové lize celkem 15 sezón (1964-1980), 4687 bodů (30. místo) a 2 medailové umístění
  - mistr Československa (1975), 3. místo (1971)

### Československo
- Mistrovství Evropy juniorů juniorů 1966, Itálie (21 bodů /5 zápasů) 4. místo